# Ninon Collet
Eugenie Marguerite Millioud, coneguda com a Ninon Collet (Eaux-Vives, Ginebra, 10 de febrer de 1901 — Barcelona, 1973), fou una joiera, orfebre, pintora i ceramista suïssa afincada a Barcelona. També va treballar amb el dibuix, l'esmalt, l'escultura, i el bàtik, i en algun moment també es va dedicar a la docència.

## Formació i creació artística
Entre els anys 1916 i 1921, Ninot Collet havia estudiat a l’Escola d’Arts Decoratives de Ginebra gravat, cisellada, repussatge, dibuix, modelatge i composició, i amb aquesta sòlida formació artística va arribar a Barcelona el 1923 i es va instal·lar amb el seu marit al barri d'Horta, on tingué el seu taller. Va aportar, doncs, un alt coneixement tècnic i la seva visió avantguardista.
Va exposar la seva pintura, petits quadres de temàtica religiosa, a la Sala Parés (1927). També a Sant Sebastià (1928) i a Vilafranca del Penedès (1933). Amb la Guerra Civil marxà a Ginebra i de retorn a Barcelona exposà retrats a la Galeria Argos (1943) i més endavant a l'Institut Francès (1950), la Galeria Syra (1951) i la Galeria Sant Jordi (1952). A partir dels anys 50, després d’un viatge a Eivissa, es va dedicar gairebé exclusivament a l'orfebreria, i començà a dissenyar joies escultòriques sobretot amb materials com la plata i pedres precioses i semiprecioses com les malaquites, els lapislàtzulis, ametistes, turqueses, àgates i coralls, de formes inspirades en plantes, llavors, petxines... Al llarg del quart trimestre de 1955 participà amb les seves joies, amb el Foment de les Arts Decoratives, a la III Bienal Hispanoamericana d'Art, una exposició que mostrava l'obra recent dels artistes espanyols i iberoamericans i l'art més nou que s'estava fent als Estats Units.
Ninon Collet fou una precursora d’una nova manera d'entendre la joieria, que abandonava l’or, els materials rics i l’ostentació i hi aportava l’art i la creativitat. I també incorporava la dona a un ofici en què no hi havia tingut presència fins aleshores.

## Entorn familiar
El seu germà fou el dibuixant Frisco, nascut com a Francis Millioud, que també visqué a Barcelona durant uns anys. I el seu marit, l’escultor suís Charles Collet. La seva filla és la pintora Claude Collet.